# Kľak
Kľak es un municipio del distrito de Žarnovica en la región de Banská Bystrica, Eslovaquia, con una población estimada a final del año 2024 de 168 habitantes.
Se encuentra ubicado al noroeste de la región, en el valle del río Hron —un afluente izquierdo del Danubio— y cerca de la frontera con las regiones de Nitra y Trenčín.

## Demografía
| Año        | 1994 | 2004    | 2014    | 2024     |
| ---------- | ---- | ------- | ------- | -------- |
| Población  | 251  | 242     | 218     | 168      |
| Diferencia |      | −3,58 % | −9,91 % | −22,93 % |

| Año        | 2023 | 2024    |
| ---------- | ---- | ------- |
| Población  | 170  | 168     |
| Diferencia |      | −1,17 % |